# Phloeodictyidae
Famille
Synonymes
- Akaidae Alander, 1942
- Oceanapiidae van Soest, 1980

Les Phloeodictyidae forment une famille de spongiaires de l'ordre Haplosclerida.

## Liste des genres
Selon World Register of Marine Species (5 mai 2016) :
- genre Calyx Vosmaer, 1885
- genre Oceanapia Norman, 1869
- genre Pachypellina Burton, 1934
- genre Siphonodictyon Bergquist, 1965
- genre Tabulocalyx Pulitzer-Finali, 1993